# Vultur cu glugă
Vulturul cu glugă (Necrosyrtes monachus) este cea mai mică specie de vulturi întâlnită în Africa și este pe cale de dispariție. Este singura specie din genul Necrosyrtes.

## Etimologie
Denumirea comună de „vultur cu glugă” provine de la faptul că vulturul are un mic petic de pene pufoase care se întinde de-a lungul gâtului până la creștetul capului, făcându-l să pară că poartă o glugă⁠(d) pufoasă, de culoare crem. Denumirea științifică, Necrosyrtes monachus, poate fi împărțită în trei secțiuni: „necro”, deoarece se hrănește cu mortăciuni; „syrtes” care înseamnă „nisipuri mișcătoare” sau „mlaștină” și „monachus” care înseamnă „călugăr” în latină și se referă la gluga vulturului.

## Descriere
Vulturul cu glugă este un vultur tipic, cu un cap de obicei alb-roz, dar care se înroșește atunci când este agitat, și o „glugă” gri spre negru. Corpul are un penaj maro închis destul de uniform. Are aripi largi pentru zbor și pene scurte în coadă. Acesta este unul dintre vulturii mai mici din Lumea Veche. Au o lungime de 62-72 cm, o anvergură a aripilor de 155-180 cm și o greutate corporală de 1,5-2,6 kg. Ambele sexe au un aspect asemănător, deși femelele au adesea genele mai lungi decât masculii. Juvenilii arată ca adulții, doar că au o culoare mai întunecată iar penele corpului au un luciu violaceu.

## Distribuție și habitat
Deși vulturii cu glugă au o arie de răspândire relativ mică, ei sunt larg răspândiți în Africa. Se întâlnește în Senegal, Mauritania, Guineea-Bissau, Gambia, Niger și Nigeria în Africa de Vest; în Africa de Est se găsește în Ciad, Sudan, Sudanul de Sud, Etiopia și Somalia; în Africa de Sud a fost înregistrat în nordul Namibiei, Botswana, Zimbabwe, Mozambic și Africa de Sud.
În Africa de Sud, specia este limitată în principal la Parcul Național Kruger și la zonele protejate înconjurătoare din provinciile Mpumalanga și Limpopo, deși au fost înregistrați rătăcitori și mai la vest în Kwa-Zulu Natal și în Parcul transfrontalier Kgalagadi.
Se găsește în zone deschise, în savane (mai degrabă împădurite), tufișuri de spini și în apropierea așezărilor umane (de exemplu, pe gropile de gunoi) din Africa subsahariană, până la o altitudine de 4000 metri deasupra nivelului mării.

## Galerie

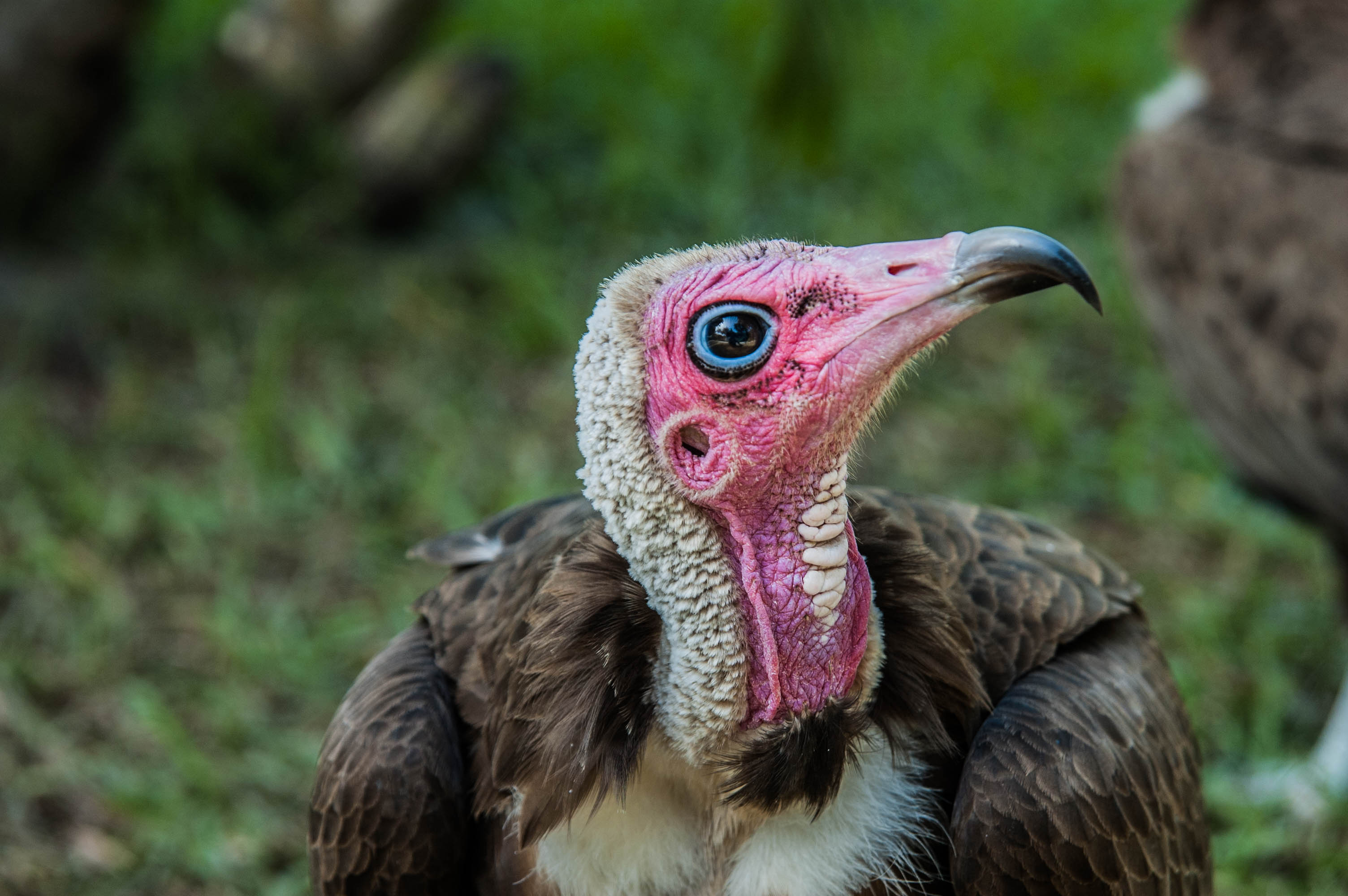
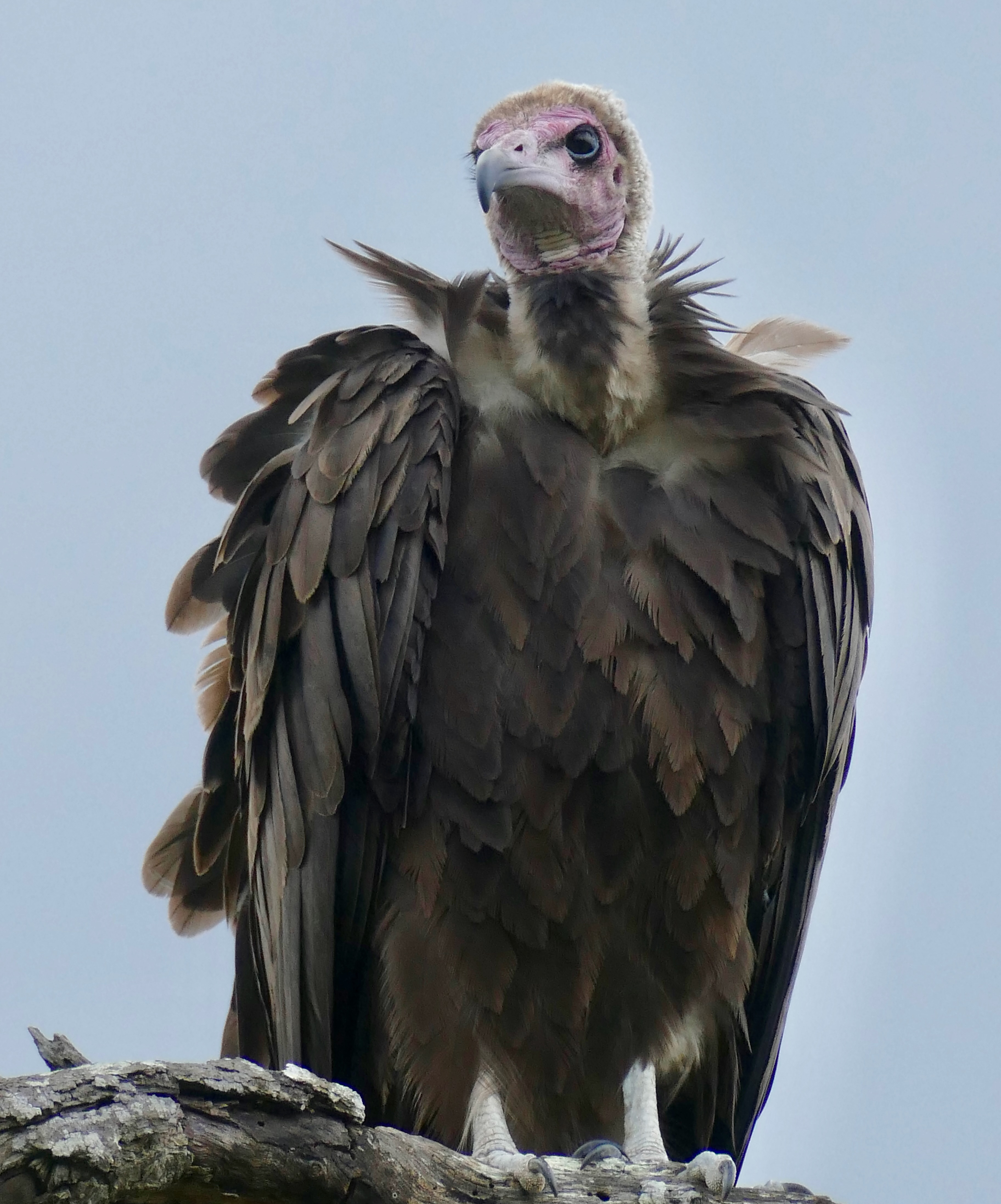
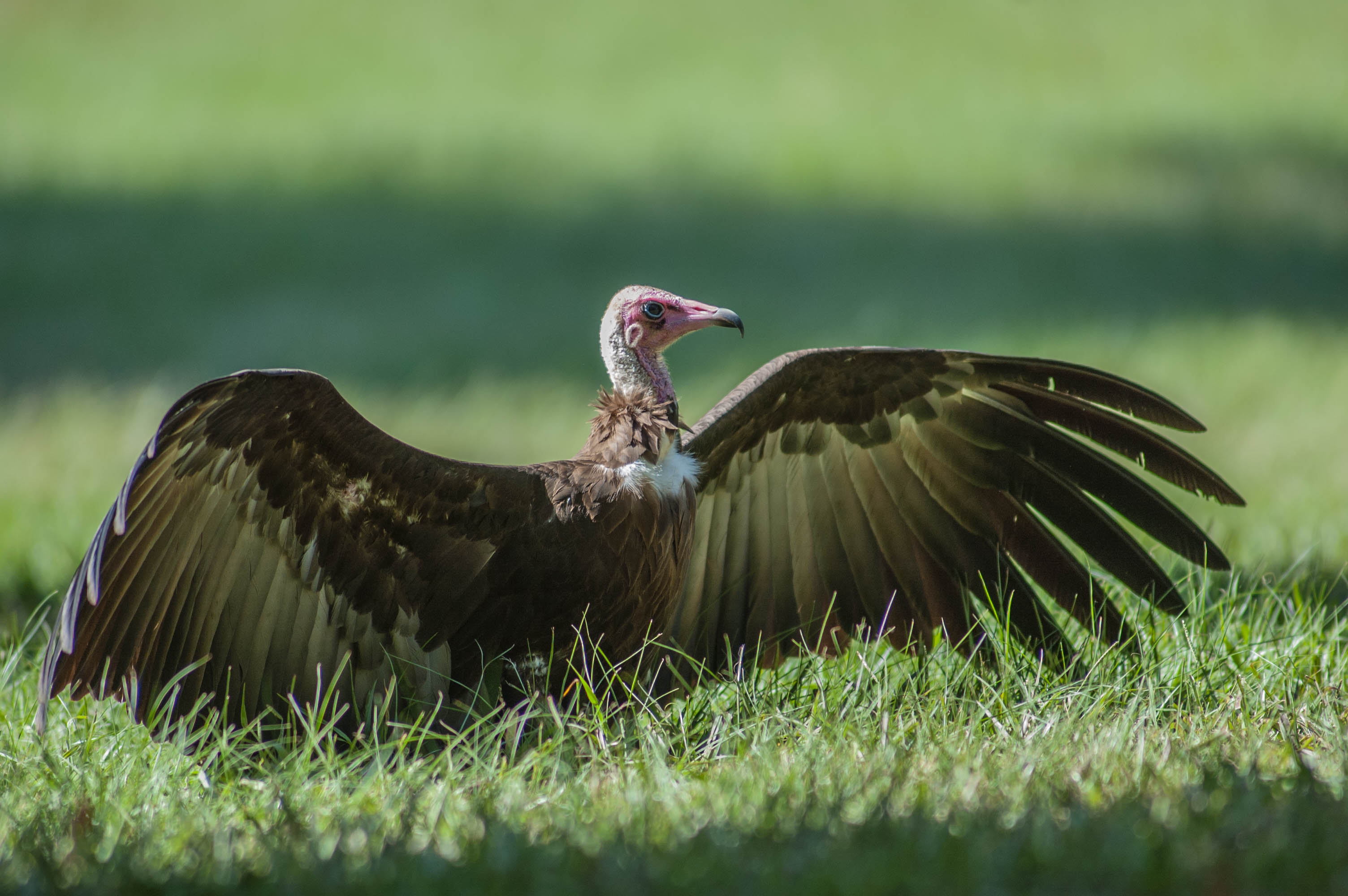